# Ahvenvaara
Ahvenvaara är en kulle i Finland.   Den ligger i den ekonomiska regionen Norra Lappland och landskapet Lappland, i den norra delen av landet, 800 km norr om huvudstaden Helsingfors. Toppen på Ahvenvaara är 228 meter över havet.
Terrängen runt Ahvenvaara är platt, och sluttar norrut.  Trakten runt Ahvenvaara är nära nog obefolkad, med mindre än två invånare per kvadratkilometer. Närmaste större samhälle är Sodankylä, 12,9 km öster om Ahvenvaara. 